# Хомьяново
Хомья́ново — деревня в Рузском районе Московской области, входит в состав сельского поселения Ивановское. Население — 7 человек на 2006 год. До 2006 года Хомьяново входило в состав Сумароковского сельского округа.
Деревня расположена на западе района, примерно в 15 километрах к западу от Рузы, на южном берегу Рузского водохранилища, недалеко от впадения реки Правая Педня, высота центра над уровнем моря 194 м, на юге вплотную примыкает деревня Лидино.
| 2002 | 2006 | 2010 |
| ---- | ---- | ---- |
| 11   | ↘7   | ↗8   |